# Ndabaningi Sithole
Ndabaningi Sithole (Njamanhlovu, 21. srpnja 1920. — Philadelphia, 12. prosinca 2000.) bio je zimbabveanski političar i državnik, osnivač Afričkog nacionalnog saveza Zimbabvea (ZANU), militantne, afričke nacionalističke organizacije koja se suprotstavljala vladi Rodezije, osnovane u srpnju 1963. godine. Bio je aktivan i istaknuti sudionik narodnoslobodilačke antikolonijalne borbe. Progonjen je pod režimom bijele manjine. Krajem 1970-ih zalagao se za politički kompromis s Rodezijskim frontom. Radio je kao svećenik Ujedinjene crkve Kristove u Zimbabveu. Proveo je 10 godina u zatvoru nakon što je vlada zabranila ZANU. Rascjep po plemenskim linijama podijelio je ZANU 1975. godine, a Sithole je izgubio izbore 1980. od Roberta Mugabea, nakon čega je vodio malu stranku Afrički nacionalni savez Zimbabvea – Ndonga. U neovisnom Zimbabveu bio je u oporbi prema režimu Roberta Mugabea i osuđen je na političkom procesu. Preminuo je u egzilu u Sjedinjenim Američkim Državama.

## Životopis

### Djetinjstvo i mladost
Sithole je rođen u Njamanhlovu, Južna Rodezija, 21. srpnja 1920. godine. Njegov otac Jim Sithole bio je iz naroda Ndau, a majka Siyapi Tshuma iz naroda Ndebele. Roditelji su mu bili privrženi tradicionalnim afričkim vjerovanjima. Godine 1930. obitelj se preselila u Shabani, a od 1932. godine počeo je pohađati školu koju su osnovali britanski metodisti. Po zahtjevu oca, napustio je školu i radio kao sluga kod bijelih naseljenika.
Godine 1935. prekida veze s ocem, bježi od kuće i upisuje se u školu pri protestantskoj misiji Dadaya, koju je osnovao Garfield Todd, budući premijer Južne Rodezije. Pokazao je veliku posvećenost učenju, za što je nagrađivan za uspjehe i dobivao posebne stipendije. Ovdje je ostao do 1939. godine, gdje je završio Standard VI razinu obrazovanja. Uz Beit stipendiju, omogućena mu je dvogodišnja obuka za učitelje. Prešao je na kršćanstvo metodističkog tipa i od 1948. godine bavio se proučavanjem Biblije. Kada se vratio u Dadayu, predavao je na razini Standard V obrazovanja i koristio slobodno vrijeme za rad na Certifikatu za izuzeće od mature. Dopisno je stekao diplomu osnovnih studija od Sveučilišta Južne Afrike.
Krajem 1950. godine počelo je njegovo aktivnije djelovanje unutar Ujedinjene metodističke crkve. Profesionalni put ga je 1953. godine doveo do Mt. Selinda, američke metodističke misije u kojoj je bio član njezinog nastavnog kadra. Po preporuci američkih misionara 1955. godine dolazi u Sjedinjene Američke Države. U Massachusettsu je studirao pedagogiju od 1955. do 1958. godine i rukopoložen je za metodističkog svećenika 1958. godine. Tijekom studija u Sjedinjenim Američkim Državama, pohađao je Newton teološki fakultet u Andoveru i išao u Prvu crkvu u Newtonu, koja je osnovana 1665. godine. Tijekom boravka u Americi radio je na knjizi pod nazivom Afrički nacionalizam, koja je nekoliko puta objavljena, uključujući 1961. godine u Cape Townu za Oxford University Press. Objavljivanje knjige i njezina trenutna zabrana u Rodeziji od strane manjinske vlade motivirali su ga da uđe u politiku. U kolovozu 1959. godine, Afrička udruga učitelja pozvala ga je na godišnju skupštinu u Fort Victoriji, budući da mu je objavljivanje knjige već donijelo određenu popularnost i prepoznatljivost. Tijekom skupa održani su i izbori na kojima je postao predsjednik ove profesionalne udruge.

### Politička karijera
Politička karijera Ndabaningiya Sitholea počela je njegovim ulaskom u Nacionalnu demokratsku partiju (NDP) Joshua Nkoma, gdje je postao blagajnik. Sithole je brzo stekao utjecaj i pomogao u stvaranju Zimbabveanske afričke narodne unije (ZAPU) nakon zabrane NDP-a. Unutar ZAPU-a nastala je podjela na umjerenu frakciju koju su predvodili Nkomo i Chikeru, i radikalnu frakciju koju su predvodili Sithole i Mugabe, što je odražavalo različite pristupe metodama antikolonijalne borbe. Kada je i ZAPU zabranjena, emigrirao je u Tanganjiku i radio kao urednik radija za program namijenjen Rodeziji. Vratio se 1963. godine.
Te godine, Sithole je s odvjetnikom Herbertom Chitepoom osnovao Afrički nacionalni savez Zimbabvea (ZANU). Na partijskom kongresu u Gwelou (danas Gweru) Sithole je izabran za predsjednika, a Robert Mugabe za glavnog tajnika. Nakon zabrane ZANU-a i njegovog hapšenja, ovlastio je Chitepa da vodi borbu iz egzila i imenovao ga za svog predstavnika. On sam je optužen da je planirao atentat na Smitha. Dok je boravio u zatvoru, radio je na romanu Poligamist objavljenom 1972. godine u New Yorku. Oslobođen je 1974. godine zajedno s Mugabeom, ali tek nakon što je pisano odustao od daljnjeg korištenja terorističkih metoda borbe.
Po izlasku iz zatvora, Sithole je sudjelovao u ustavnim pregovorima u Lusaki. U ožujku 1975. godine ponovno je uhićen, ali je ubrzo oslobođen na zahtjev premijera Južne Afrike Baltazara Forstera. 18. ožujka 1975. godine, Chitepo je postao žrtva atentata u glavnom gradu Zambije, Lusaki. Mugabe, koji je u to vrijeme bio u Mozambiku, odmah je preuzeo vodstvo u ZANU. To je dovelo do borbe za vlast između njega i Sitholea, a potom je uslijedila podjela ZANU po plemenskim linijama na ZANU-Ndonga pod Sitholeom i ZANU pod Mugabeom. Dok je Sithole tražio put pregovora, Mugabe se posvetio gerilskoj borbi. Sitholeova pozicija je evoluirala u umjerenom pravcu, što je djelomično bilo rezultat njegovog antikomunističkog stajališta u kontekstu orijentacije Mugabea i Nkomo prema SSSR-u i Kini. Sithole je u tom razdoblju počeo zalagati za kompromis s vladom Iana Smitha na antikomunističkoj osnovi.
1979. godine Sithole je sudjelovao u vladi episkopa Abela Muzorewe, privremenoj vladi nakon neuspjele Rodezijske konferencije 1976. godine i priprema za Lankaster-House pregovore. Ta frakcija bila je osuđena kao izdajnička od strane gerilskih oslobođačkih pokreta zbog prihvaćanja takozvanog unutarnjeg rješenja rodezijske krize kroz kompromis s bijelačkim režimom. Međutim, slobodne izbore predviđene tim sporazumom uvjerljivo je i dijelom neočekivano osvojio Mugabe. Sitholeova stranka osvojila je samo 12 mandata u novom parlamentu od 100 mjesta, u kojem je 79 zastupničkih  mjesta bilo rezervirano za crnačku većinu. Sithole je pozvao na bojkot parlamenta i vlade tvrdeći da je došlo do falsifikacije izbornih rezultata, ali je nakon nasilnih sukoba odustao od te strategije.
Sithole je upao u probleme i 1983. godine emigrirao u Silver Spring u Marylandu u Sjedinjenim Američkim Državama. Tvrdi da mu prijeti opasnost po život, a po dolasku u SAD surađivao je s neokonzervativnim analitičkim centrom Heritage Foundation. U siječnju 1985. godine, optužen je za pokušaj organiziranja državnog udara. Nakon devet godina egzila, vratio se u Zimbabve i tamošnji politički život. 1995. godine postao je zastupnik u parlamentu izabran od strane svog plemena u Chipingu na jugozapadu zemlje. 1996. kandidirao se i na predsjedničkim izborima. U prosincu 1997. optužen je za sudjelovanje u zavjeri za ubojstvo Mugabea, što mu je onemogućilo obavljanje mandata. Ipak, Sitholeova mala opozicijska partija ponovno je osvojila mandat u Chipingu 2000. godine. Preminuo je 12. prosinca 2000. godine u Philadelphiji u SAD-u.